# عكاد (ميدي)

تعديل مصدري - تعديل

العراشية هي إحدى قرى عزلة بني حسن بمديرية عبس التابعة لمحافظة حجة، بلغ تعداد سكانها 41 نسمة حسب تعداد اليمن لعام 2004.